# Polpress

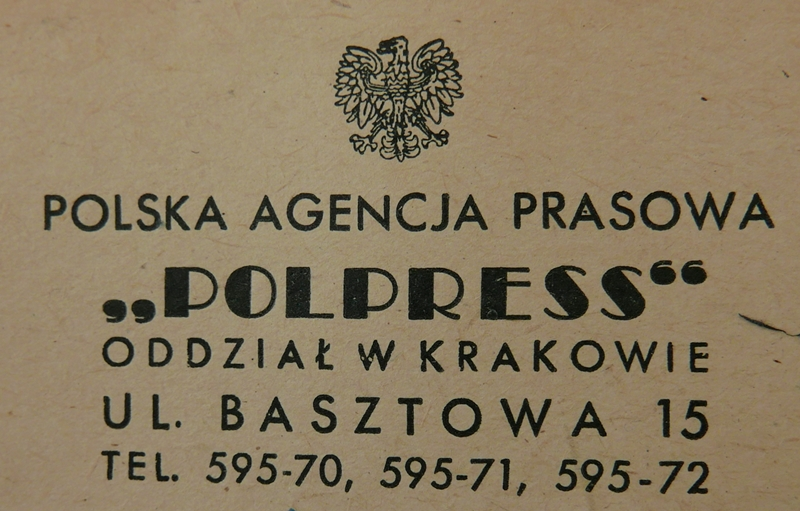
Logo POLPRESS Polska Agencja Prasowa z 1945

Polpress – rządowa agencja prasowa utworzona 10 marca 1944 roku w Moskwie przez Związek Patriotów Polskich, w lipcu 1945 siedzibę Polpressu przeniesiono do Łodzi, a następnie do Warszawy. Podległa bezpośredniemu kierownictwu Związku Patriotów Polskich i dowództwu wojskowemu Ludowego Wojska Polskiego. Agencja wydawała biuletyny w Moskwie i w Polsce, informowała społeczeństwa polskie o rozwoju sytuacji na froncie, życiu w kraju i zagranicą. Jej zadaniem było także informowanie zagranicy o życiu polskim. Agencja posiadała sieć oddziałów krajowych i zagranicznych (Moskwa, Nowy Jork). Nadzór nad Polpressem sprawował Minister Informacji i Propagandy.
Na mocy dekretu z dnia 26 października 1945 roku (Dz.U. z 1945 r. nr 50, poz. 278) uzyskała oficjalny status agencji rządowej (nadany przez Krajową Radę Narodową) i została przekształcona w przedsiębiorstwo państwowe – Polską Agencję Prasową.